# Kettumaa
Kettumaa est une île de l'archipel finlandais à Naantali en Finlande.

## Géographie
Kettumaa à une superficie de 1,9 kilomètre carré.
Le terrain de Kettumaa est plat, son  point culminant est à 30 mètres d'altitude. 
Kettumaa s'étend sur 3,1 kilomètres dans la direction nord-sud et sur 1,5 kilomètre dans la direction est-ouest,.
Kettumaa est située au sud-ouest de l'île de Salavainen.

### Articlesconnexes
- Liste d'îles de Finlande